# السياحة في السنغال
السياحة في السنغال تشكل السياحة جزءًا حيويًا من اقتصاد هذه الدولة الواقعة في غرب أفريقيا.

## تطور السياحة
منذ إطلاق أول منتجع "كلوب ميد" في سبعينيات القرن العشرين، تطورت السياحة في السنغال من صناعة صغيرة إلى قطاع حيوي يدعم الاقتصاد الوطني. ومنذ تسعينيات القرن الماضي، بدأت السنغال في تنويع مصادرها السياحية، حيث لم تقتصر على الزوار القادمين من فرنسا، القوة الاستعمارية السابقة، بل اتجهت نحو جذب السياح من دول مثل إسبانيا، بريطانيا، وإيطاليا. قد كان لهذه الجهود أثر إيجابي، خاصة بالنظر إلى تجربة غامبيا المجاورة، التي تستقطب نسبة أكبر من السياح القادمين من شمال أوروبا والأمريكتين إلى منتجعاتها الساحلية في بانجول.
بحلول عام 2008، ارتفع عدد السياح الأجانب في السنغال إلى مليون سائح، مدفوعين بجاذبية المنتجعات الشاطئية الفاخرة، بالإضافة إلى المواقع الطبيعية والتاريخية، فقد بلغ معدل عودة الزوار إلى السنغال حوالي 30% في العام نفسه. أثارت التوقعات لعام 2009 القلق بسبب تأثير التباطؤ الاقتصادي العالمي، حيث انخفض معدل الحجوزات من 30% في عام 2008 إلى 5% فقط، مما أثار مخاوف بشأن انخفاض عدد الزوار في عامي 2009 و2010.

## الأماكن السياحية
تشمل المدن الرئيسية ذات الأهمية السياحية في السنغال العاصمة داكار، التي تمثل مركز الحياة السياسية والثقافية، وسانت لويس، المدينة الاستعمارية القديمة ذات الطابع التاريخي، إضافة إلى مدينة توبا، التي تعد مركزًا مقدسًا لأتباع الطريقة المريدية. كما تُعد جزيرة غوري، التي كانت في الماضي مركزًا لتجارة الرقيق في غرب إفريقيا وأُدرجت ضمن قائمة مواقع التراث العالمي لليونسكو، من أبرز الوجهات التي تجذب العديد من الزوار.
تُظهر الإحصائيات أن غالبية السياح الوافدين من خارج القارة الأفريقية هم من الأوروبيين، خاصة الفرنسيين. ولتلبية احتياجات هذه الفئة من الزوار، نشأت صناعة الفنادق والمنتجعات التي تركز على المنتجعات الشاطئية المغلقة، خصوصًا في مدن مثل سالي الواقعة على بيتيت كوت جنوب داكار، والتي أصبحت منذ سبعينيات القرن العشرين وجهة مميزة لهذا النوع من السياحة. في المقابل، يتزايد تدريجيًا عدد السياح الأمريكيين، ومعظمهم من أصول أفريقية، حيث تُعد جزيرة غوري ذات التاريخ المرتبط بتجارة الرقيق وجهة رئيسية تجتذبهم.

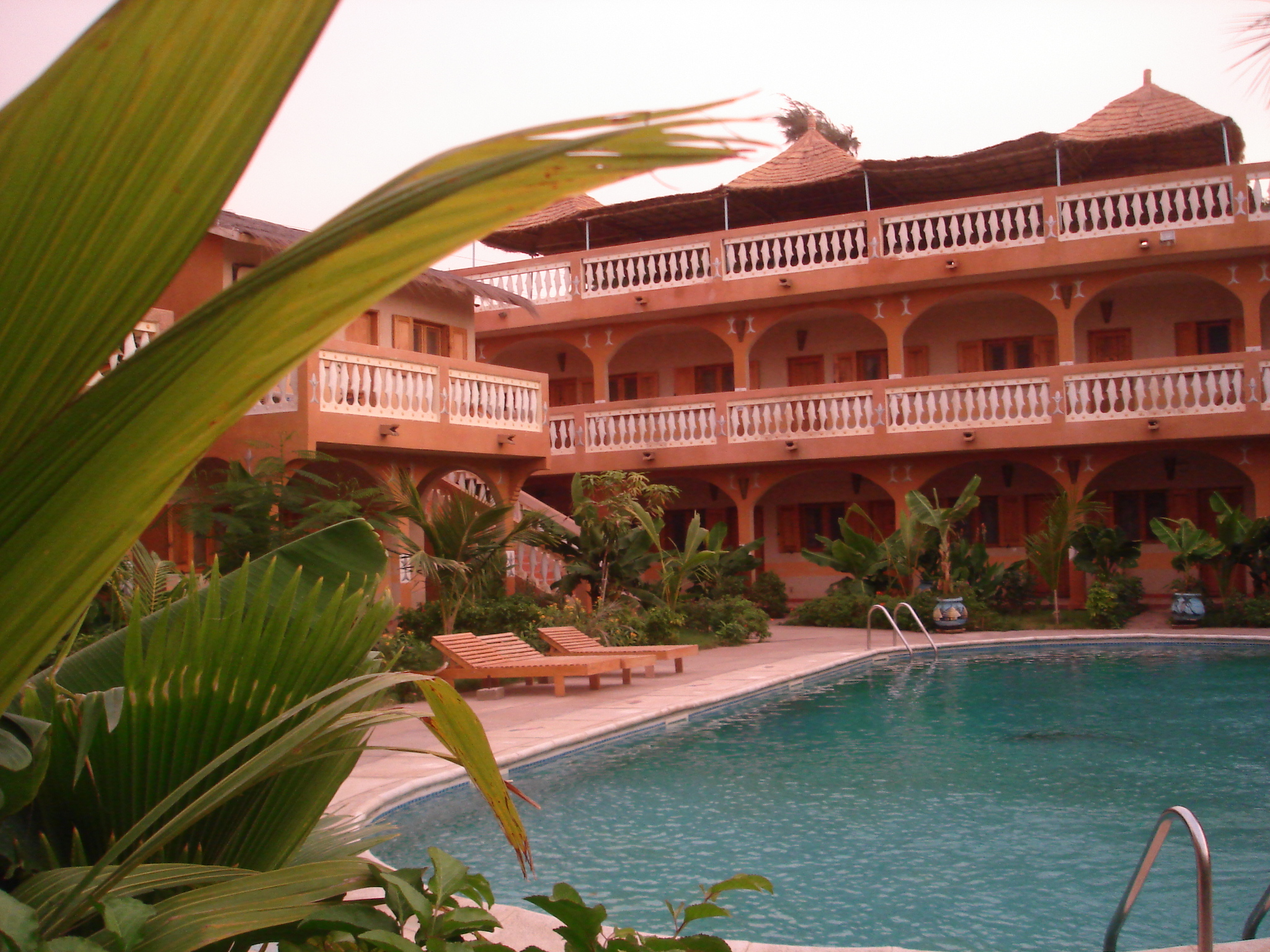

إلى جانب الإقامة في المنتجعات، يُفضل العديد من السياح استكشاف الطبيعة والحياة البرية من خلال جولات سياحية تشمل مناطق مثل دلتا سين سالوم، وغراند كوت شمال داكار، وبحيرة روز المميزة بلونها الفريد، ودلتا نهر السنغال في الشمال قرب سانت لويس. كما تتوفر رحلات سفاري لمشاهدة الحياة البرية، رغم أن هذه الرحلات قد تكون محدودة بالمقارنة مع ما يُقدم في شرق أو جنوب القارة الأفريقية.

## المنتزهات والمحميات الوطنية
تتمتع السنغال بنظام متنامٍ من المحميات والحدائق الوطنية التي تُبرز تنوعها البيئي وتُعد ملاذًا للحياة البرية. من بين أبرز هذه المحميات منتزه لانغ دو بارباري الوطني ومحمية دجودج الوطنية للطيور، واللتان تقعان بالقرب من مصب نهر السنغال قرب مدينة سانت لويس. توفر هذه المحميات بيئة طبيعية غنية بالكثبان الرملية ومستنقعات المانغروف، ما يجعلها موطنًا مهمًا للعديد من الطيور المهاجرة والحيوانات البرية.
حديقة نيوكولو كوبا الوطنية، الواقعة في جنوب شرق السنغال بالقرب من حدود غينيا بيساو، تُعتبر موقعًا للتراث العالمي ومحميّة طبيعية مهمة. تضم هذه الحديقة تنوعًا كبيرًا من الحيوانات البرية، مثل أفراس النهر والفيلة والأسود. على الرغم من كونها منطقة نائية وغير متطورة بشكل كبير، ما يجعلها تفتقر للبنية التحتية السياحية، إلا أنها تُعد وجهة مميزة لعشاق الجولات المتخصصة في استكشاف الطبيعة. في أقصى الجنوب الغربي، تُعد حديقة باس كازامانس الوطنية وجهة للسياحة البيئية ورحلات استكشاف الغابات الاستوائية. تضم المنطقة منتجعات شاطئية ساحرة، ومراقبة الطيور فيها تُعتبر من أبرز عوامل الجذب. غير أن هذه الحديقة واجهت تحديات كبيرة، حيث أعاق النزاع في منطقة كازامانس تطوير السياحة فيها، وأُغلقت الحديقة لعدة سنوات بسبب أنشطة المتمردين وزرع الألغام. على سبيل المثال، في يناير 2019، مُنع الزوار من دخول الحديقة بواسطة القوات العسكرية بسبب الوضع الأمني المتوتر. أما حديقة دلتا سالوم الوطنية، فهي تُشكل نظامًا واسعًا من مصبات المانغروف والجزر وتشتهر بحياتها البرية وأهميتها الثقافية كمأوى لشعب السيرير، إلى جانب قربها من المنتجعات السياحية في منطقة بيتيت كوت.

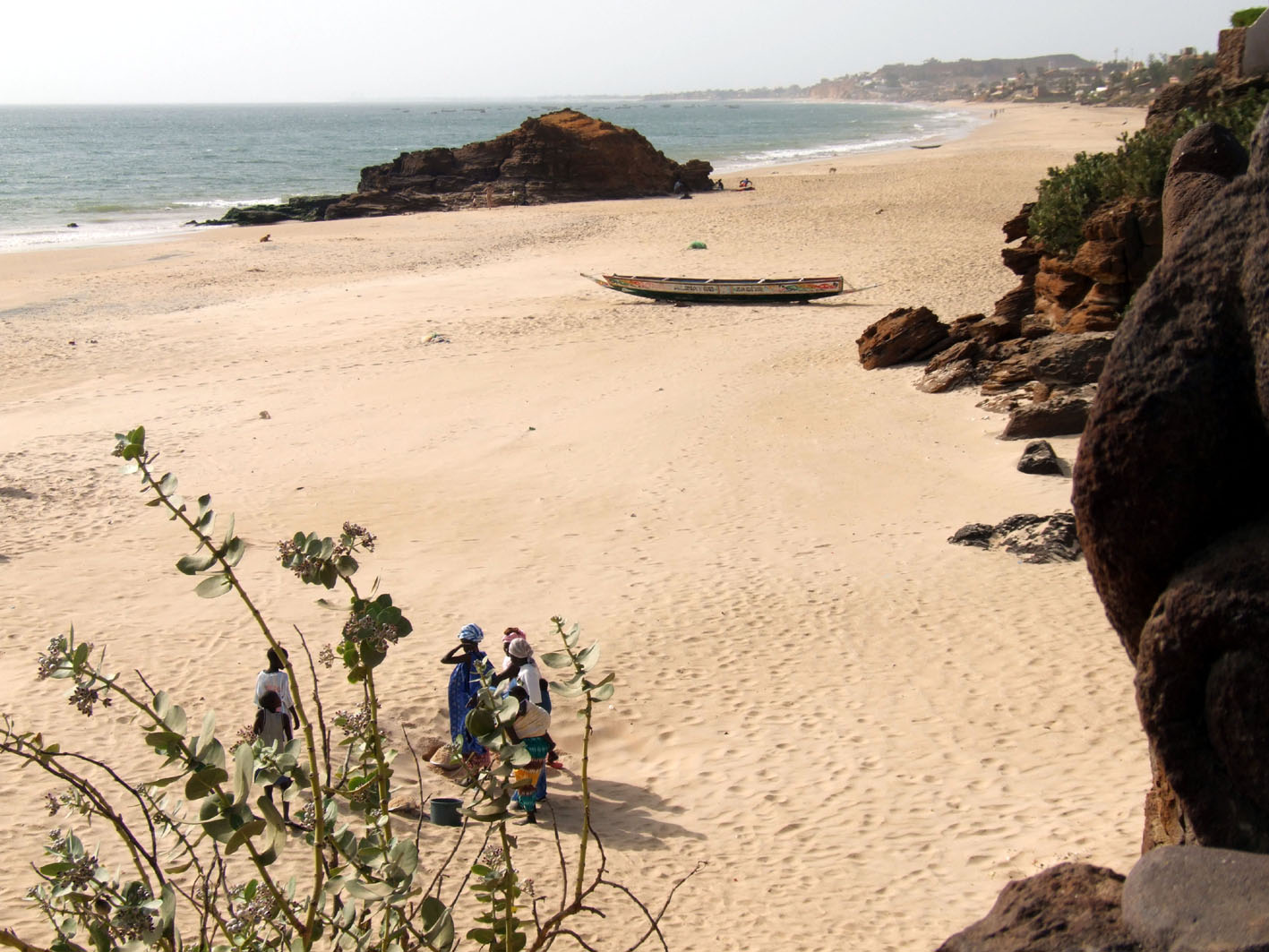

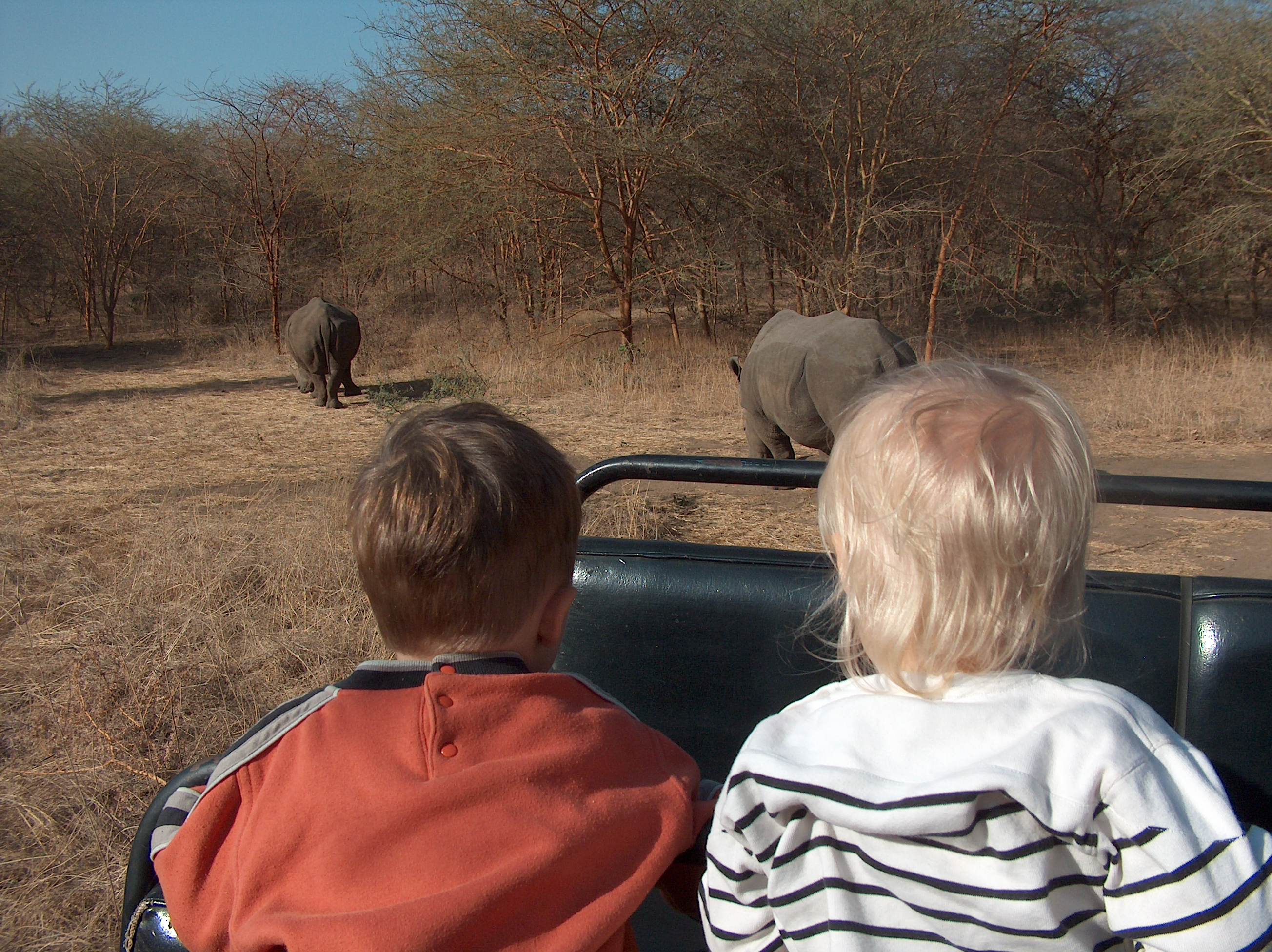

توجد أيضًا متنزهات ومحميات أصغر، مثل محمية غويمبول الطبيعية في المنطقة الوسطى الغربية ومحمية بانديا الطبيعية القريبة من داكار، والتي تُركّز بشكل أساسي على جذب السياح الأوروبيين. تتميز هذه المحميات بطابعها الذي يشبه حدائق الحيوان، حيث تقدم تجربة سياحية أكثر تنظيمًا وتقليدية.

## بنية تحتية
تُعد نقطة الدخول الرئيسية للسياح والزوار إلى السنغال هي مطار داكار-بليز دياغني الدولي، الذي يخدم العاصمة داكار، الواقعة في موقع استراتيجي عند أقصى غرب القارة الأفريقية. تستقبل الرحلات الجوية القادمة من أوروبا إلى داكار مجموعة متنوعة من المسافرين، من بينهم:
- السنغاليون المقيمون في الخارج العائدون إلى بلادهم.
- المسافرون الأفارقة الذين يستخدمون داكار كنقطة وصل لرحلاتهم.
- السياح القادمين من دول أوروبا الغربية.
- تزايد حديث في أعداد العمال الآسيويين الذين يسافرون للعمل في مشاريع البناء الممولة من الحكومة الصينية.[2]

في ديسمبر 2006، أطلقت شركة دلتا للطيران خطًا جويًا يربط بين أتلانتا وداكار وجوهانسبرج، مما ساهم في تعزيز الروابط الجوية بين الولايات المتحدة والسنغال. ويأتي هذا التطور استنادًا إلى اتفاقية الأجواء المفتوحة الموقعة بين البلدين في يناير 2001، والتي وضعت الأساس لفتح مسارات جوية مباشرة تديرها شركات الطيران الأمريكية.
على صعيد آخر، بدأت شركات السفر البريطانية، التي تُنظم رحلات طويلة الأمد إلى غامبيا المجاورة الناطقة باللغة الإنجليزية، في دخول سوق السياحة في السنغال. هذا السوق كان في السابق يهيمن عليه بشكل كبير الشركات الفرنسية والبلجيكية، إلا أن الشركات البريطانية تسعى الآن لتوسيع حضورها، خاصة في مجال الرحلات السياحية الشاملة.
هذا التنوع في الرحلات الجوية والأسواق السياحية يعكس أهمية السنغال المتزايدة كوجهة سياحية إقليمية ودولية.

## الحوكمة والترويج
تنظيم وتعزيز وتطوير قطاع السياحة في السنغال يقع ضمن اختصاص وزارة الخارجية والسياحة السنغالية، التي تُعرف أحيانًا بـ وزارة السنغاليين في الخارج والسياحة أو وزارة السنغاليين في الخارج والحرف والسياحة. تعمل هذه الوزارة عبر عدد من الوكالات والمجالس والشراكات التي تهدف إلى إدارة وتنظيم وترويج القطاع السياحي في البلاد. ومن أبرز الجهات التابعة لها:
- مديرية دراسة وتخطيط السياحة، تُعنى بدراسة وتحليل القطاع السياحي ووضع خطط استراتيجية لتطويره.
- مديرية تنظيم وهيكلة السياحة، تختص بتنظيم الأنشطة السياحية وهيكلة الخدمات السياحية بما يتماشى مع السياسات الوطنية.
- المجلس الوطني للترويج السياحي، ويُعرف بـ الوكالة الوطنية للترويج السياحي، ويعمل على تسويق السنغال كوجهة سياحية عالمية.

كما تتضمن الوزارة مكاتب متخصصة تركز على تطوير البنية التحتية السياحية وتمويل عمليات الترويج للقطاع. على سبيل المثال، تُشرف أمانة لجنة إدارة صندوق الترويج السياحي على تمويل مشاريع الترويج السياحي. بالإضافة إلى ذلك، تتولى الوزارة مسؤولية تدريب الكوادر العاملة في قطاع السياحة من خلال مدارس متخصصة لتدريب العاملين في هذا المجال. يُعزز هذا النظام الهيكلي المتكامل الجهود الرامية إلى تحسين جودة الخدمات السياحية وزيادة جاذبية السنغال كوجهة سياحية على الصعيدين الإقليمي والدولي.